# 1-я отдельная парашютная бригада (Польша)
1-я отдельная парашютная бригада — парашютная бригада польских вооружённых сил на Западе, под командованием генерал-майора Станислава Сосабовского, созданная во время Второй мировой войны, в сентябре 1941 года и базировавшаяся в Шотландии.
Первоначально главной задачей парашютного соединения предполагалась её высадка на территории оккупированной Польши с целью оказания помощи в освобождении страны. Однако британское правительство убедило поляков в необходимости участия формирования на Западном театре военных действий наряду с другими польскими частями. В ходе операции «Маркет Гарден» бригада была выброшена в районе города Арнем для поддержки 1-й британской воздушно-десантной дивизии в битве за мост в Арнеме в сентябре 1944 года. Передовые подразделения польских десантников высадились на планерах 18 сентября. Плохая погода над Англией задержала парашютную часть бригады до 21 сентября, когда она высадилась в Дриле на южном берегу Рейна. В течение следующих нескольких дней боев польские десантники пытались пробиться к окружённой 1-й воздушно-десантной дивизии, ведущей тяжёлые бои в Остербеке. Переправиться через Нижний Рейн удалось лишь небольшой части, основной проблемой было отсутствие плавательных средств за исключением резиновых лодок. Во время эвакуации британских и польских десантников с северного берега лодок также не хватало, чтобы переправить всех обратно. Голландское подполье помогло укрыть часть десантников примерно на месяц, пока их не удалось спасти в ходе операции «Пегас».

## История
Первоначально бригада проходила подготовку недалеко от базы Королевских ВВС в Манчестере, а затем в Аппер-Ларго в Шотландии. В конечном итоге бригада была размещена в Линкольншире, недалеко от базы Королевских ВВС Спиталгейт (Грэнтем), где продолжила подготовку вплоть до своей отправки в Европу.
Бригада была сформирована польским Верховным командованием в изгнании с целью ее использования для поддержки польского сопротивления во время общенационального восстания. Этот план встретил возражение со стороны британского командования, отмечавшего, что одна бригада будет бесполезна против всей совокупности немецких войск, дислоцированных в оккупированной Польше. Давление британского правительства в конечном итоге заставило представителей польского правительства в Англии согласиться на использование бригады на Западном фронте. 6 июня 1944 года формирование, изначально единственное польское формирование, напрямую подчинявшееся польскому правительству в изгнании и, таким образом, независимое от британского командования, было переведено в ту же командную структуру, что и все остальные польские силы на Западе. Бригаде поручалось принять участие в нескольких операциях после вторжения в Нормандию, но все они были отменены. 27 июля, зная о готовившемся Варшавском восстании, польское правительство в изгнании обратилось к британскому правительству с просьбой о поддержке с воздуха, включая высадку бригады в районе Варшавы. Эта просьба была отклонена на том основании, что радиуса действия транспортной авиации, того времени, не хватало, чтобы долететь до Варшавы, также была отклонена просьба об использовании советских аэродромов. Таким образом, первой боевой операцией бригады стало участие в операции «Маркет Гарден» в сентябре 1944 года.
В ходе операции противотанковая батарея бригады была придана британским десантникам в Остербеке. Батарея лёгкой артиллерии осталась в Англии из-за нехватки планеров. Из-за плохой погоды и нехватки транспортных самолётов высадка в Дриле неоднократно откладывалась, вплоть до 21 сентября. Британские части, которые должны были прикрывать зону высадки, оказались в тяжёлом положении и не имели радиосвязи с основными силами союзников. Наконец, 2-й батальон и подразделения 3-го батальона при поддержке медицинской роты бригады, инженерной роты и штабной роты были высажены под немецким огнем к востоку от Дриля, создав плацдарм, с которого в течение следующих двух ночей предпринимались попытки форсировать Нижний Рейн для соединения с британской 1-й десантной дивизией.
Не имея удобных средств для переправки, за исключением небольших резиновых лодок, под немецким огнем 8-й парашютной роте, а также части подразделений 3-го батальона удалось с двух попыток пересечь Рейн. Всего за два дня переправились около 200 польских десантников, которые смогли немного усилить потрёпанные подразделения британской 1-й воздушно-десантной дивизии, а затем участвовали в эвакуации союзных подразделений на южный берег.
Не все десантники смогли отступить через Рейн из-за нехватки лодок. Те, кто оказался в ловушке на контролируемой немцами стороне, были либо захвачены немцами, либо были укрыты голландским подпольем. Около месяца их прятали в разных домах в городах и деревнях, в импровизированных убежищах в лесах, пока 22 октября 1944 года их не вывели на контролируемую союзниками территорию в ходе операции «Пегас».
26 сентября 1944 года военнослужащим бригады, находившимся на союзнической стороне Рейна (1-й батальон и часть 3-го батальона), было приказано выступить в направлении Неймегена. В боях у Арнема бригада потеряла 25 % своего боевого состава — около 590 человек.
В 1945 году бригада была присоединена к 1-й польской бронетанковой дивизии и выполняла оккупационные обязанности в Северной Германии вплоть до своего расформирования 30 июня 1947 года. Большинство её военнослужащих предпочли остаться в изгнании, вместо возвращения в коммунистическую Польшу.

## Послевоенные почести
Вскоре после войны королева Нидерландов Вильгельмина обратилась с просьбой к своему правительству воздать заслуженные почести Польской парашютной бригаде за участие в освобождении Нидерландов. Однако министр иностранных дел Элко ван Клеффенс по текущим политическим соображениям выступил против этой идеи. Он считал, что награждение поляков нарушит отношения с «Большой тройкой» и нанесет ущерб национальным интересам.
Спустя более 60 лет после Второй мировой войны, 31 мая 2006 года, бригада была награждена Военным орденом Вильгельма за выдающиеся проявления храбрости, военного мастерства и преданности долгу во время операции «Маркет Гарден». Только одиннадцать формирований были удостоены этой высшей военной награды, из которых только два не являются голландскими. В настоящее время награду носит 6-я воздушно-десантная бригада ВС Польши, унаследовавшая боевые почести 1-й отдельной парашютной бригады.
Участие бригады в операции «Маркет Гарден» было широко отражено в книге и фильме «Мост слишком далеко», роль генерала Сосабовского исполнил американский актёр Джин Хэкмен.
Один из польских парашютистов, участников операции Маркет-Гарден, Станислав Кулик, изложил свою военную биографию в книге «От советского ГУЛАГа до Арнема». Станислав проделал путь из сибирского ГУЛАГа через Среднюю Азию в Великобританию, где прошел подготовку в качестве десантника. Он оказался в ловушке за линией фронта в Арнеме, голландское подполье помогло ему избежать плена и впоследствии воссоединиться со своей бригадой.

## Состав и командование
Состав 1 опарбр: 
- Командир бригады: генерал-майор С. Сосабовски
  - Заместитель командира бригады: подполковник С. Яхник
- Командир 1-го парашютного батальона: подполковник. М. Тонн
  - 1-я парашютная рота
  - 2-я парашютная рота
  - 3-я парашютная рота
- Командир 2-го парашютного батальона: подполковник. В. Плошевский
  - 4-я парашютная рота
  - 5-я парашютная рота
  - 6-я парашютная рота
- Командир 3-го парашютного батальона: майор В. Собоцински.
  - 7-я парашютная рота
  - 8-я парашютная рота
  - 9-я парашютная рота
- Командир противотанковой батареи: капитан Й. Вардзала
- Командир инженерной роты: капитан П. Будзишевский.
- Командир роты воздушной связи: капитан Дж. Бурзава
- Командир медицинской роты: лейтенант Дж. Моздзеж
- Командир транспортно-снабженческой роты: капитан А. Сюдзинский
- Командир лёгкой артиллерийской батареи: майор Дж. Белецкий